# 사모스의 아리스타르코스
사모스의 아리스타코스(고대 그리스어: Ἀρίσταρχος ὁ Σάμιος 아리스타코스 호 사모스[*], 기원전 310년~기원전 230년)는 고대 그리스의 천문학자이자 수학자로, 세계에서 제일 먼저 태양을 우주의 중심으로 여기고 지구가 태양의 주위를 1년에 한 번 공전한다는 지동설 모델을 주장한 사람으로 알려져 있다. 동시에, 태양 또한 별에 불과하다는 아낙사고라스의 이론을 지지한 사람이기도 하다.
아리스타르코스는 사모스섬에서 태어났으나 후일 이집트 알렉산드리아로 이주하여 스승으로 훗날 그리스 소요학파의 3대째 수장이 되는 람프사쿠스의 스트라톤을 모셨다. 프톨레마이오스에 따르면 기원전 280년 하지점을 관측한 사람이 바로 그이며, 비트루비우스의 기록에서도 원반형 및 반구형 해시계를 설계한 사람으로 언급되어 있다.
그의 이론은 크로톤의 필롤라오스가 주창한 가운뎃불 이론에 영향을 받았지만, 아리스타르코스는 이 가운뎃불이란 개념을 태양과 동일하다고 여기고 다른 행성들은 태양 둘레에 저마다 일정한 거리 순서로 배열되어 있다고 주장했다.
이전 시대의 아낙사고라스처럼 아리스타르코스 또한 별이 태양과 유사한 천체이며, 단지 지구로부터 아득히 떨어져 있을 뿐이라고 추측했다. 아리스타르코스가 주장한 천문학 이론은 아리스토텔레스와 프톨레마이오스의 지구 중심설 및 천동설 이론에 밀려 주류로 수용되지 못했다. 니콜라우스 코페르니쿠스는 아리스타르코스가 지구가 움직인다는 이론을 주창한 것을 인지하고 있었지만 그것을 지동설이라는 사실을 알았을 가능성은 낮다.
아리스타르코스는 또한 기하학적인 방식을 도입하여 태양 및 달의 크기와 지구와 태양, 지구와 달 사이의 거리를 처음으로 계산한 학자이다. 오늘날 아리스타르코스는 그의 제자 히파르코스와 함께 고대 세계에서 가장 위대한 족적을 남긴 천문학자 중 하나로 추앙받는다.

## 같이 보기
- 히파르코스